# Łaski (powiat czarnkowsko-trzcianecki)
Łaski (niem. Alt Latzig, wcześniej Königslatzig) – osada w Polsce położona w województwie wielkopolskim, w powiecie czarnkowsko-trzcianeckim, w gminie Wieleń.
W latach 1975–1998 miejscowość administracyjnie należała do województwa pilskiego.